# Alpiarça (freguesia)
A Freguesia de Alpiarça, com sede na vila que lhe dá o nome, é uma freguesia portuguesa sendo a única do Município de Alpiarça, a qual tem 95,36 km² de área e 6975 habitantes (censo de 2021), tendo, por isso, uma densidade populacional de 73,1 hab./km².
É a única freguesia do seu município, sendo este um dos seis casos em Portugal em que o município é constituído por apenas uma freguesia, tendo freguesia e município o mesmo território e população.

## Demografia
A população registada nos censos foi:
| Distribuição da População por Grupos Etários | Distribuição da População por Grupos Etários | Distribuição da População por Grupos Etários | Distribuição da População por Grupos Etários | Distribuição da População por Grupos Etários |
| -------------------------------------------- | -------------------------------------------- | -------------------------------------------- | -------------------------------------------- | -------------------------------------------- |
| Ano                                          | 0-14 Anos                                    | 15-24 Anos                                   | 25-64 Anos                                   | > 65 Anos                                    |
| 2001                                         | 1029                                         | 994                                          | 4147                                         | 1854                                         |
| 2011                                         | 1144                                         | 670                                          | 4003                                         | 1885                                         |
| 2021                                         | 855                                          | 697                                          | 3368                                         | 2055                                         |